# O Vestido
O Vestido é um filme brasileiro de 2004, do gênero drama, dirigido por Paulo Thiago e estrelado por Gabriela Duarte e Ana Beatriz Nogueira. Os demais papéis são interpretados por Leonardo Vieira, Daniel Dantas, Renato Borghi, Paulo José, Ana Lúcia Torre e Othon Bastos. O roteiro de Haroldo Marinho Barbosa e Paulo Thiago é livremente inspirado no poema "Caso do Vestido", de Carlos Drummond de Andrade de 1945.
O filme estreou no Festival de Cinema Latino-Americano de Huelva em 8 de novembro de 2003 e foi lançado nos cinemas do Brasil a partir de 14 de maio de 2004. Recebeu críticas mistas por parte dos especialistas de cinema, tendo destaque para atuações no elenco, como Ana Beatriz Nogueira, que foi indicada pela crítica brasileira ao Prêmio Guarani de melhor atriz coadjuvante em 2005.

## Sinopse
Duas irmãs em um certo dia, por acaso, descobrem um velho e lindo vestido de festa guardado no porão de casa. Elas vêm sua mãe chorando com o vestido nas mãos e isso desperta a curiosidade das irmãs em descobrir o porquê daquele vestido estar guardado ali durante todo esse tempo. Assim, elas iniciam uma investigação para descobri a reposta dessa e outras questões que envolvem sua família, como por exemplo o fato do prato de comida do pai está reservado na mesa durante todas as refeições mesmo depois dele ter abandonado a família há anos.

## Elenco
- Gabriela Duarte .... Bárbara
- Ana Beatriz Nogueira .... Ângela
- Leonardo Vieira .... Ulisses
- Daniel Dantas .... Fausto
- Renato Borghi .... Seu Pequeno
- Anna Luiza Gonçalves .... Ritinha
- Livia Dabarian .... Clara
- Paulo José .... Dr. Espanhol
- Othon Bastos .... Jeremias
- Ana Lúcia Torre .... Adélia
- Sura Berditchevsky .... Vidente
- Stela Freitas .... Zilá
- Thelmo Fernandes .... apresentador

## Produção
A história do filme, na verdade, trata-se de uma adaptação de uma adaptação. O poema "Caso do Vestido", publicado em 1945 por Carlos Drummond de Andrade, serviu como inspiração para Carlos Herculano Lopes escrever um romance. A partir da escrita de Carlos Herculano Lopes surgiu a adaptação cinematográfica de 2004, O Vestido, com roteiro escrito por Haroldo Marinho Barbosa e Paulo Thiago.
Segundo o diretor, Paulo Thiago, inicialmente, a ideia era que a história do filme se passasse durante os anos 1950. Entretanto, ele optou por trazer a trama para a contemporaneidade preservando alguns aspectos arcaicos da história. Para criar essa atmosfera, muitas das cenas externas foram rodadas na cidade histórica de Sabará, em Minas Gerais, onde existe uma arquitetura barroca em contraste com edificações modernas. Já as cenas de estúdio foram gravadas inteiramente no Rio de Janeiro, com planejamento do diretor de arte Marcos Flaksman buscando evidenciar o convívio entre o presente e o passado.

## Lançamento
O filme teve sua estreia em 8 de novembro de 2003 sendo exibido no Festival de Cinema Latino-Americano de Huelva, na Espanha. Em 28 de abril de 2004 foi exibido na França durante o Festival de Cinema Brasileiro de Paris. Foi lançado no circuito nacional de cinema a partir de 14 de maio de 2004. Foi exibido também na Hungria, Polônia e na Finlândia.

## Recepção
O Vestido teve uma morna recepção. As atuações do filme foram bastante elogiadas e até premiadas. Entre os usuários do site IMDb, o filme tem uma média de 5,9 / 10 com base em 159 avaliações.

### Prêmios e indicações
| Ano  | Premiação                                | Categoria                | Nomeações            | Resultado |
| ---- | ---------------------------------------- | ------------------------ | -------------------- | --------- |
| 2003 | Festival de Huelva - Cine Iberoamericano | Melhor Atriz             | Gabriela Duarte      | Venceu    |
| 2003 | Huelva Latin American Film Festival      | Melhor Atriz             | Gabriela Duarte      | Venceu    |
| 2005 | Prêmio Guarani de Cinema Brasileiro      | Melhor Atriz Coadjuvante | Ana Beatriz Nogueira | Indicada  |